# Aislinn Paul
Aislinn Claire Paul (Toronto, 5 marzo 1994) è un'attrice canadese.
È nota per aver interpretato, dal 2006 al 2015, Clare Edwards nella serie televisiva Degrassi: The Next Generation. Tra il 2003 e il 2005 era anche stata nel cast principale di Una nuova vita per Zoe, interpretando Hannah Woodall. 

## Filmografia

### Cinema
- Finn on the Fly, regia di Mark Jean (2008)
- Trigger, regia di Bruce McDonald (2010)
- The Last Round, regia di Ted Atherton – cortometraggio (2013)
- Night Cries, regia di Andrew Cymek (2015)
- 5 Films About Technology, regia di Peter Huang – cortometraggio (2016)

### Televisione
- Il famoso Jett Jackson (The Famous Jett Jackson) – serie TV, episodio 3x03 (2000)

- Doc – serie TV, episodi 1x01-1x03 (2001)
- In a Heartbeat - I ragazzi del pronto soccorso (In a Heartbeat) – serie TV, episodi 1x19-1x21 (2001)
- Sister Mary Explains It All, regia di Marshall Brickman – film TV (2001)
- Do or Die, regia di David Jackson – film TV (2003)
- Betrayed, regia di Anne Wheeler – film TV (2003)
- Un delitto da milioni di dollari (Murder in the Hamptons), regia di Jerry Ciccoritti – film TV (2005)
- Una nuova vita per Zoe (Wild Card) – serie TV, 36 episodi (2003-2005)
- Le candele brillavano a Bay Street (Candles on Bay Street), regia di John Erman – film TV (2006)
- Tell Me You Love Me - Il sesso. La vita (Tell Me You Love Me) – serie TV, 10 episodi (2007)
- Harriet the Spy (Harriet the Spy: Blog Wars), regia di Ron Oliver – film TV (2010)
- The Rest of My Life, regia di Stefan Brogren – film TV (2010)
- The Casting Room – serie TV, episodio 2x06 (2011)
- Reign – serie TV, episodio 1x14 (2014)
- Haven – serie TV, episodio 5x11 (2014)
- Degrassi: Minis – serie TV, 12 episodi (2008-2015)
- Heroes Reborn: Dark Matters – webserie, 6 episodi (2015)
- Degrassi: The Next Generation – serie TV, 231 episodi (2006-2015)
- Heroes Reborn – serie TV, 10 episodi (2015-2016)
- Freakish – serie TV, 10 episodi (2016)
- Private Eyes – serie TV, episodio 2x03 (2017)
- Room 104 – serie TV, episodio 3x11 (2019)

## Riconoscimenti
Nel 2015, grazie al ruolo interpretato in Degrassi: The Next Generation, ha vinto un Canadian Screen Award, massimo riconoscimento dedicato alle produzioni televisive e cinematografiche canadesi, alla miglior interpretazione in un programma per bambini o ragazzi, categoria nella quale era stata candidata anche due anni prima. Per l'interpretazione in Degrassi: The Next Generation, nel 2010 era stata candidata anche al Young Artist Award alla miglior giovane attrice non protagonista in una serie televisiva.